# サイクリンE
サイクリンE（英: cyclin E）は、サイクリンファミリーのタンパク質である。

サイクリンEはG1期にCDK2と結合して複合体を形成し、この複合体は細胞周期がG1期からDNA複製が開始されるS期へ移行するために必要である。サイクリンE/CDK2複合体は、サイクリンDの阻害因子であるp27Kip1をリン酸化することで分解のためのタグをつける。その結果サイクリンAの発現が促進され、細胞周期はS期へ進行する。

## 機能
全てのサイクリンファミリーのメンバーと同様、サイクリンEはサイクリン依存性キナーゼ（CDK）と複合体を形成する。サイクリンEが結合するのはCDK2で、サイクリンE/CDK2複合体は多数のタンパク質をリン酸化することで複数の細胞経路を調節する。
サイクリンE/CDK2はG1期ならびにG1/S期の移行に重要な役割を果たす。サイクリンE/CDK2はRbタンパク質をリン酸化し、G1期の進行を促進する。RbはE2F転写因子を抑制するが、高リン酸化状態となることでE2Fと相互作用できなくなり、その結果E2FはG1期からS期へ細胞を駆動する遺伝子の発現を促進する。またサイクリンE/CDK2は、G1期とS期にそれぞれp27Kip1とp21Cip1をリン酸化する。Smad3は細胞周期の進行を阻害するTGF-β経路の重要な媒介因子であり、サイクリンE/CDK2によってリン酸化される。リン酸化によってSmad3の転写活性は阻害され、細胞周期の進行が促進される。p300/CBPとE2F-5もサイクリンE/CDK2の基質である。これらのタンパク質のリン酸化は細胞周期の進行時に転写活性を促進する。またサイクリンE/CDK2はp220(NPAT)をリン酸化し、ヒストン遺伝子の転写を促進する。
細胞周期の進行に関する機能とは別に、サイクリンE/CDK2は中心体の複製サイクルにも役割を果たす。この機能はヌクレオフォスミン（NPM）のリン酸化によって行われる。リン酸化されたNPMは複製が起こっていない中心体から解離し、複製が開始される。CP110もサイクリンE/CDK2の基質で、中心体の複製と分離に関与する。サイクリンE/CDK2は、FOXO1のリン酸化を介して、DNA損傷に対するアポトーシス応答を調節することも示されている。

## サイクリンEとがん
サイクリンEの過剰発現は腫瘍形成と関係している。サイクリンEは、乳がん、結腸がん、膀胱がん、皮膚がん、肺がんなどさまざまなタイプのがんに関与している。サイクリンE1遺伝子のコピー数の増幅は悪性脳腫瘍と関係している。それに加え、サイクリンE活性の調節異常は、細胞増殖の増加による成熟異常やアポトーシス、細胞老化など細胞系譜特異的な異常を引き起こす。
サイクリンEの発現調節の異常は、いくつかの機構によって引き起こされている。多くの場合、遺伝子の増幅が過剰発現を引き起こしている。それ以外の機構としては、プロテアソームによる分解の異常が挙げられる。FBXW7の機能喪失変異はいくつかのがん細胞に見つかる。FBXW7は、サイクリンEをユビキチン化標的とするF-boxタンパク質である。サイクリンEの過剰発現はG1期の短縮をもたらし、細胞のサイズを小さくし、増殖における血清要求性を喪失させる。
サイクリンEの調節異常は乳がんの18-22%でみられる。サイクリンEは乳がんの予後マーカーであり、その発現の変化は腫瘍のステージやグレードの進行とともに増大する。サイクリンEの低分子量アイソフォームは疾患の大きな原因となることが示されており、乳がんの予後においても重要である。これらのアイソフォームはサイクリン依存性キナーゼ阻害因子に対する抵抗性があり、より効率的にCDK2に結合して細胞周期の進行を促進する。これらは初期のリンパ節転移陰性乳がんの予後を決定する注目すべきマーカーであることが示されている。近年の研究では、サイクリンEの過剰発現はHER2陽性乳がん患者がトラスツズマブ耐性を獲得する機構であることが指摘されている。そのため、トラスツズマブとCDK2阻害剤の併用は妥当な治療戦略となる可能性がある。
サイクリンEの過剰発現は、消化管のさまざまな部位の癌腫への関与が示唆されている。それらの中でも、胃癌と結腸癌でより重要なようである。サイクリンEの過剰発現は胃腺腫と胃腺癌の50-60%にみつかる。結腸癌の約10%にはサイクリンE遺伝子の増幅がみられ、CDK2の遺伝子も共に増幅している場合がある。
また、サイクリンEは肺がんの有用な予後マーカーでもある。サイクリンEの過剰発現と肺がんの予後は大きく関係しており、サイクリンEの発現の増大は予後の悪さと相関していると考えられている。